# ドイツの国家元首一覧
ドイツの国家元首一覧（ドイツのこっかげんしゅいちらん）は、1871年のドイツ統一以降のドイツにおける元首（皇帝・大統領など）の一覧表を掲載する。国家元首の正式な役職名は時代・政体によって異なり、以下が存在する。なお、原語表記の" - "は複合名詞の単語の区切りを示すものであり、実際のドイツ語表記では使用しない。

## 概説
1871年、プロイセン国王を皇帝とするドイツ国（ドイツ帝国）が建国。1918年のドイツ革命によって帝政が廃止され、国号は「ドイツ国」のまま、大統領（Reichspräsident）を国家元首とする共和制（ヴァイマル共和政）に移行した。アドルフ・ヒトラーが国家元首と首相職を兼任して総統（Führer）を称して以降は第三帝国とも呼ばれる。ただし、正式な国名は帝政期・ヴァイマル共和政期と同じ「ドイツ国」。
ドイツ民主共和国（東ドイツ）の国家元首は建国当初、共和国大統領（Präsident der Republik）であったが、大統領ヴィルヘルム・ピークの死去直後の1960年9月12日、同国は憲法を改正してソビエト方式へ移行。人民議会が選出する国家評議会を最高機関と定め、国家評議会議長を事実上の国家元首とした。このため、ピークは同国の最初で最後の大統領となった。
1990年4月5日、事実上初めての民主的な自由選挙によって選ばれた人民議会が憲法改正を行い、国家評議会制度は廃止された。その際大統領制の復活も検討されたが、東ドイツの解体がほぼ決定的であったため、新たに正式な国家元首の選出を行うことを断念し、憲法に第75a条を挿入し「共和国大統領の地位、任務及び権限に関する法律が議決されるまで、及び共和国大統領の選挙までは、ドイツ民主共和国人民議会の幹部会が国家評議会の権限を行使し、人民議会の議長が国家評議会議長の権限を行使する」とされた。このため人民議会議長のザビーネ・ベルクマン＝ポールが、1990年10月2日の民主共和国解体まで暫定的な国家元首として扱われていた。
ドイツ連邦共和国（西ドイツ → 再統一ドイツ）の国家元首は連邦大統領（Bundespräsident）と言う。それまでのドイツにおける他の国家元首とは異なり、その権限は儀礼的・形式的なものに留まっており、政治的な実権は連邦首相が有している。
1. ドイツ国
  1. 1871年 - 1918年：ドイツ皇帝（Deutscher Kaiser）
  2. 1919年 - 1934年：大統領（Reichs-präsident）
  3. 1934年 - 1945年：指導者兼首相（Führer und Reichskanzler, 日本では総統と称される）
2. ドイツ民主共和国
  1. 1949年 - 1960年：共和国大統領（Präsident der Republik）
  2. 1960年 - 1990年：国家評議会議長（Staatsrats-vorsitzender）
  3. 1990年：人民議会議長（Präsident der Volkskammer）

1. ドイツ連邦共和国
  1. 1949年 - 現在：連邦大統領（Bundes-präsident）

- Präsidentの用法：Präsident des Deutschen Bundestagesはドイツ連邦議会議長、Bundesrats-präsident は連邦参議院議長を意味する。

| ドイツキリスト教民主同盟 (CDU) ドイツ社会民主党 (SPD) 自由民主党 (FDP) ドイツ社会主義統一党 (SED) 国家社会主義ドイツ労働者党 (ナチ党) 無所属 |

## 国家元首の一覧
| ドイツ国 (1871-1945)         |                                                                  |        |                                        |                                |                                |              |                                                       |
| 皇帝 (1871-1918)             |                                                                  |        |                                        |                                |                                |              |                                                       |
| 代                           | 皇帝                                                             | 皇帝   | 出身家                                 | 在任期間                       | 在任期間                       | 在任期間     | 備考                                                  |
| 1                            | ヴィルヘルム1世 Wilhelm I                                        |        | ホーエンツォレルン家                   | 1871年1月18日 - 1888年3月9日   | 1871年1月18日 - 1888年3月9日   | 17年 + 51日  |                                                       |
| 2                            | フリードリヒ3世 Friedrich III                                    |        | ホーエンツォレルン家                   | 1888年3月9日 - 1888年6月15日   | 1888年3月9日 - 1888年6月15日   | 98日         | ヴィルヘルム1世の息子                                 |
| 3                            | ヴィルヘルム2世 William II                                       |        | ホーエンツォレルン家                   | 1888年6月15日 - 1918年11月18日 | 1888年6月15日 - 1918年11月18日 | 30年 + 156日 | フリードリヒ3世の息子廃位                             |
| 大統領 (1919-1945)           |                                                                  |        |                                        |                                |                                |              |                                                       |
| ヴァイマル共和政 (1919-1934) |                                                                  |        |                                        |                                |                                |              |                                                       |
| 代                           | 大統領                                                           | 大統領 | 所属政党                               | 期                             | 在任期間                       | 在任期間     | 備考                                                  |
| 001                          | フリードリヒ・エーベルト Friedrich Ebert                         |        | ドイツ社会民主党 （SPD）               | 1                              | 1919年2月11日 - 1925年2月28日  |              | 在任中に死去                                          |
| 00－                         | ハンス・ルター Hans Luther                                       |        | 無所属                                 | 1                              | 1925年2月28日 - 1925年3月12日  | 12日         | 大統領代行 （首相）                                   |
| 00－                         | ヴァルター・ジモンス Walter Simons                               |        | 無所属                                 | 1                              | 1925年3月12日 - 1925年5月12日  | 61日         | 大統領代行 （最高裁判所長官）                         |
| 002                          | パウル・フォン・ヒンデンブルク Paul von Hindenburg               |        | 無所属                                 | 2                              | 1925年5月12日 - 1932年5月12日  | 9年 + 82日   |                                                       |
| 002                          | パウル・フォン・ヒンデンブルク Paul von Hindenburg               | 3      | 無所属                                 | 1932年5月12日 - 1934年8月2日   | 在任中に死去                   | 9年 + 82日   |                                                       |
| ナチス・ドイツ (1934-1945)   |                                                                  |        |                                        |                                |                                |              |                                                       |
| 00－                         | アドルフ・ヒトラー Adolf Hitler                                  |        | 国家社会主義ドイツ労働者党 （NSDAP）   | －                             | 1934年8月2日 - 1945年4月30日   | 10年 + 271日 | 総統 （指導者兼首相）在任中に死去                     |
| 003                          | カール・デーニッツ Karl Dönitz                                   |        | 国家社会主義ドイツ労働者党 （NSDAP）   | －                             | 1945年4月30日 - 1945年5月23日  | 23日         | フレンスブルク政府逮捕・中央政府崩壊                  |
| ドイツ民主共和国 (1949-1990) |                                                                  |        |                                        |                                |                                |              |                                                       |
| 共和国大統領 (1949-1960)     |                                                                  |        |                                        |                                |                                |              |                                                       |
| 代                           | 大統領                                                           | 大統領 | 所属政党                               | 期                             | 在任期間                       | 在任期間     | 備考                                                  |
| 00－                         | ヨハネス・ディークマン Johannes Dieckmann                        |        | ドイツ自由民主党 （LDPD）              | －                             | 1949年10月7日 - 1949年10月11日 | 4日          | 大統領代行 （人民議会議長）                           |
| 001                          | ヴィルヘルム・ピーク Wilhelm Pieck                               |        | ドイツ社会主義統一党 （SED）           | 1                              | 1949年10月11日 - 1960年9月7日  | 10年 + 332日 | 在任中に死去                                          |
| 00－                         | ヨハネス・ディークマン Johannes Dieckmann                        |        | ドイツ自由民主党 （LDPD）              | 1                              | 1960年9月7日 - 1960年9月12日   | 5日          | 大統領代行 （人民議会議長）                           |
| 国家評議会議長 (1960-1990)   |                                                                  |        |                                        |                                |                                |              |                                                       |
| 代                           | 議長                                                             | 議長   | 所属政党                               | 期                             | 在任期間                       | 在任期間     | 備考                                                  |
| 002                          | ヴァルター・ウルブリヒト Walter Ulbricht                         |        | ドイツ社会主義統一党 （SED）           | 1                              | 1960年9月12日 - 1963年11月13日 | 12年 + 323日 |                                                       |
| 002                          | ヴァルター・ウルブリヒト Walter Ulbricht                         | 2      | ドイツ社会主義統一党 （SED）           | 1963年11月13日 - 1967年7月13日 |                                | 12年 + 323日 |                                                       |
| 002                          | ヴァルター・ウルブリヒト Walter Ulbricht                         | 3      | ドイツ社会主義統一党 （SED）           | 1967年7月13日 - 1971年11月26日 |                                | 12年 + 323日 |                                                       |
| 002                          | ヴァルター・ウルブリヒト Walter Ulbricht                         | 4      | ドイツ社会主義統一党 （SED）           | 1971年11月26日 - 1973年8月1日  | 在任中に死去                   | 12年 + 323日 |                                                       |
| 00－                         | フリードリヒ・エーベルト Friedrich Ebert                         | 4      |                                        | ドイツ社会主義統一党 （SED）   | 1973年8月1日 - 1973年10月3日   | 63日         | 議長代行 （国家評議会副議長）                         |
| 003                          | ヴィリー・シュトフ Willi Stoph                                   |        | ドイツ社会主義統一党 （SED）           | 5                              | 1973年10月3日 - 1976年10月29日 | 3年 + 26日   |                                                       |
| 004                          | エーリッヒ・ホーネッカー Erich Honecker                          |        | ドイツ社会主義統一党 （SED）           | 6                              | 1976年10月29日 - 1981年6月25日 | 12年 + 360日 |                                                       |
| 004                          | エーリッヒ・ホーネッカー Erich Honecker                          | 7      | ドイツ社会主義統一党 （SED）           | 1981年6月25日 - 1986年6月16日  |                                | 12年 + 360日 |                                                       |
| 004                          | エーリッヒ・ホーネッカー Erich Honecker                          | 8      | ドイツ社会主義統一党 （SED）           | 1986年6月16日 - 1989年10月24日 | 東欧革命により失脚             | 12年 + 360日 |                                                       |
| 005                          | エゴン・クレンツ Egon Krenz                                      |        | ドイツ社会主義統一党 （SED）           | 9                              | 1989年10月24日 - 1989年12月6日 | 43日         |                                                       |
| 006                          | マンフレート・ゲルラッハ Manfred Gerlach                         |        | ドイツ自由民主党 （LDPD）              | 10                             | 1989年12月6日 - 1990年4月5日   | 1年 + 69日   | 国家評議会議長職廃止                                  |
| 00－                         | ザビーネ・ベルクマン＝ポール Sabine Bergmann-Pohl                |        | ドイツキリスト教民主同盟 （CDU）       | －                             | 1990年4月5日 - 1990年10月2日   | 180日        | 暫定国家元首 （人民議会議長）ドイツ統一により政府廃止 |
| ドイツ連邦共和国 (1949-現職) |                                                                  |        |                                        |                                |                                |              |                                                       |
| 連邦大統領                   |                                                                  |        |                                        |                                |                                |              |                                                       |
| 代                           | 大統領                                                           | 大統領 | 所属政党                               | 期                             | 在任期間                       | 在任期間     | 備考                                                  |
| 00－                         | カール・アルノルト Karl Arnold                                   |        | ドイツキリスト教民主同盟 （CDU）       | －                             | 1949年9月7日 - 1949年9月12日   | 5日          | 大統領代行 （連邦参議院議長）                         |
| 001                          | テオドール・ホイス Theodor Heuss                                 |        | 自由民主党 （FDP）                     | 1                              | 1949年9月13日 - 1954年9月12日  | 9年 + 364日  |                                                       |
| 001                          | テオドール・ホイス Theodor Heuss                                 | 2      | 自由民主党 （FDP）                     | 1954年9月13日 - 1959年9月12日  |                                | 9年 + 364日  |                                                       |
| 002                          | ハインリヒ・リュプケ Heinrich Lübke                              |        | ドイツキリスト教民主同盟 （CDU）       | 3                              | 1959年9月13日 - 1964年9月12日  | 9年 + 290日  |                                                       |
| 002                          | ハインリヒ・リュプケ Heinrich Lübke                              | 4      | ドイツキリスト教民主同盟 （CDU）       | 1964年9月13日 - 1969年6月30日  |                                | 9年 + 290日  |                                                       |
| 003                          | グスタフ・ハイネマン Gustav Heinemann                            |        | ドイツ社会民主党 （SPD）               | 5                              | 1969年7月1日 - 1974年6月30日   | 4年 + 364日  |                                                       |
| 004                          | ヴァルター・シェール Walter Scheel                               |        | 自由民主党 （FDP）                     | 6                              | 1974年7月1日 - 1979年6月30日   | 4年 + 364日  |                                                       |
| 005                          | カール・カルステンス Karl Carstens                               |        | ドイツキリスト教民主同盟 （CDU）       | 7                              | 1979年7月1日 - 1984年6月30日   | 4年 + 365日  |                                                       |
| 006                          | リヒャルト・フォン・ヴァイツゼッカー Richard von Weizsäcker      |        | ドイツキリスト教民主同盟 （CDU）       | 8                              | 1984年7月1日 - 1989年6月30日   | 9年 + 364日  |                                                       |
| 006                          | リヒャルト・フォン・ヴァイツゼッカー Richard von Weizsäcker      | 9      | ドイツキリスト教民主同盟 （CDU）       | 1989年7月1日 - 1994年6月30日   |                                | 9年 + 364日  |                                                       |
| 007                          | ローマン・ヘルツォーク Roman Herzog                              |        | ドイツキリスト教民主同盟 （CDU）       | 10                             | 1994年7月1日 - 1999年6月30日   | 4年 + 364日  |                                                       |
| 008                          | ヨハネス・ラウ Johannes Rau                                      |        | ドイツ社会民主党 （SPD）               | 11                             | 1999年7月1日 - 2004年6月30日   | 4年 + 365日  |                                                       |
| 009                          | ホルスト・ケーラー Horst Köhler                                  |        | ドイツキリスト教民主同盟 （CDU）       | 12                             | 2004年7月1日 - 2009年6月30日   | 4年 + 364日  |                                                       |
| 009                          | ホルスト・ケーラー Horst Köhler                                  | 13     | ドイツキリスト教民主同盟 （CDU）       | 2009年7月1日 - 2010年5月31日   | 任期満了前に辞任               | 4年 + 364日  |                                                       |
| 00－                         | イェンス・ベールンゼン Jens Böhrnsen                             | 13     |                                        | ドイツ社会民主党 （SPD）       | 2010年5月31日 - 2010年7月2日   | 32日         | 大統領代行 （連邦参議院議長）                         |
| 010                          | クリスティアン・ヴルフ Christian Wulff                           |        | ドイツキリスト教民主同盟 （CDU）       | 14                             | 2010年7月2日 - 2012年2月17日   | 1年 + 230日  | 任期満了前に辞任                                      |
| 00－                         | ホルスト・ゼーホーファー Horst Seehofer                          |        | バイエルン・キリスト教社会同盟 （CSU） | 14                             | 2012年2月17日 - 2012年3月18日  | 30日         | 大統領代行 （連邦参議院議長）                         |
| 011                          | ヨアヒム・ガウク Joachim Gauck                                   |        | 無所属                                 | 15                             | 2012年3月18日 - 2017年3月19日  | 5年 + 1日    |                                                       |
| 012                          | フランク＝ヴァルター・シュタインマイヤー Frank-Walter Steinmeier |        | ドイツ社会民主党 （SPD）               | 16                             | 2017年3月19日 - 2022年3月19日  | 8年 + 145日  |                                                       |
| 012                          | フランク＝ヴァルター・シュタインマイヤー Frank-Walter Steinmeier | 17     | ドイツ社会民主党 （SPD）               | 2022年3月19日 - （現職）       |                                | 8年 + 145日  |                                                       |